# ترسب

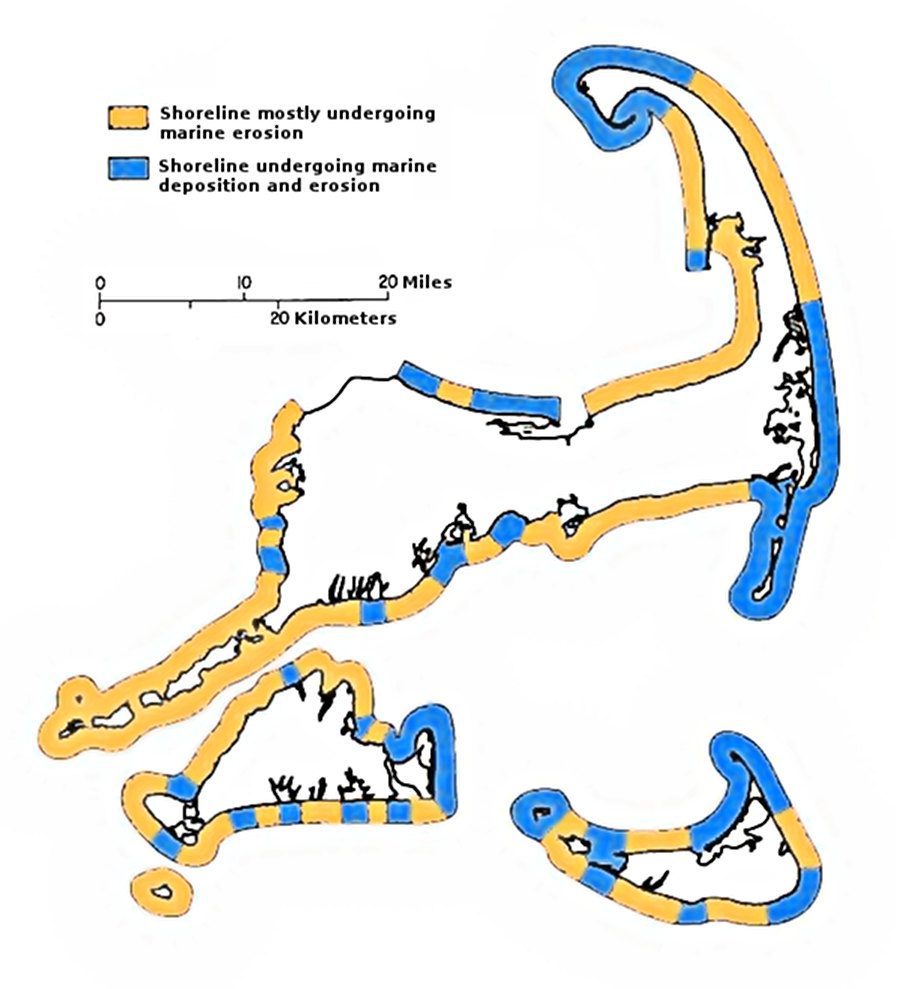

الترسّب هي عملية تتراكم فيها المواد المنقولة بواسطة الماء والرياح والجليد والبحر وتسمى عملية التراكم أو الإرساب. تتجمع في هذه العملية الرواسب الصلبة والتربة والصخور لتعطي شكلاً مميزاً للأرض، بالمقابل تساهم العوامل الأخرى من الرياح والجليد والماء في التجوية وتعد من العوامل الحركية التي تغير باستمرار من شكل الأرض. عند غياب العوامل الحركية وتوفر الظروف المناسبة تترسب المواد على شكل طبقات متراكمة.